# Poichiloterm
Un poichiloterm este un organism a cărui temperatură internă variază considerabil, în funcție de temperatura mediului ambiant. Este opus homeotermelor, organisme ce își mențin temperatura internă relativ constantă. De obicei, variația de temperatură este o consecință a modificării temperaturii mediului înconjurător (ambiant). Multe ectoterme terestre sunt poichiloterme. Termenul este folosit ca o descriere mai exactă a expresiei neaoșe „cu sânge rece”, expresie care se poate confunda cu termenul „ectoterm” (organism care obține căldura din biotop).
Categoria poichilotermelor include toate plantele, alături de animalele poichiloterme, unde sunt cuprinse cele mai multe dintre reptile, insecte, amfibieni, aproape toți peștii și toate nevertebratele.

## Etimologie
Cuvântul „poichiloterm” provine din greaca veche: poikilos (ποικίλος), însemnând "variat" și thermos (θερμός), însemnând "căldură".